# SpVgg Oberaußem-Fortuna
Die SpVgg 1919 Oberaußem-Fortuna war ein Fußballverein aus Bergheim.

## Geschichte
Im Jahre 1950 schlossen sich die beiden Vereine Spiel- und Sportklub Oberaußem und der SC Fortunagrube, die beide im Jahre 1919 gegründet wurden, in zwei voneinander getrennten Mitgliederversammlungen zum neuen Verein SpVgg 1919 Oberaußem-Fortuna zusammen. Im Jahre 2019 wurde der Verein wegen Zahlungsrückständen vom Fußball-Verband Mittelrhein ausgeschlossen. Der Verein wurde im Volksmund „Oberfort“ genannt.

## Frauenfußball

### Liga
Die Frauenmannschaft stieg im Jahre 1991 erstmals in die seinerzeit zweitklassige Regionalliga West auf. In der Saison 1991/92 war das Team sportlich als Vorletzter abgestiegen, verblieb jedoch wegen des freiwilligen Rückzugs der zweiten Mannschaft des TSV Siegen in der Regionalliga. Kurz vor Beginn der Saison 1992/93 zog die Spielvereinigung die Mannschaft wieder zurück. Im Jahre 1994 gelang der Wiederaufstieg, wo das Team in der Saison 1994/95 auf Anhieb Meister wurde. In der Aufstiegsrunde zur Bundesliga scheiterte die Spielvereinigung am Polizei SV Rostock und der SG Hillen. Die zweite Meisterschaft in der Regionalliga wurde in der Saison 1998/99 errungen. In der Aufstiegsrunde zur Bundesliga scheiterte die Mannschaft an der SG Hillen. In der Saison 2000/01 sicherte sich das Team die dritte Regionalligameisterschaft. Erneut scheiterte das Team in der Aufstiegsrunde, dieses Mal am Hamburger SV und dem SC Freiburg.
Ein Jahr später holte das Team die vierte und letzte Meisterschaft der Regionalliga West. In der Aufstiegsrunde musste die Mannschaft erneut den kürzeren ziehen, da sich Tennis Borussia Berlin und der TuS Niederkirchen durchsetzen konnten. Zwei Jahre später qualifizierte sich das Team für die neu geschaffene 2. Bundesliga. Am Ende der Saison 2004/05 stieg das Team als abgeschlagener Vorletzter aus. Ende Februar 2006 zog sich die erste Mannschaft vom Spielbetrieb zurück, da nicht mehr genügend Spielerinnen zur Verfügung standen. Zu diesem Zeitpunkt spielte die Mannschaft in der Regionalliga West. Bis heute ist die SpVgg Oberaußem-Fortuna neben dem TSV Siegen Rekordtitelträger der Regionalliga West.

### Pokal
Fünfmal nahm die SpVgg Oberaußem-Fortuna am DFB-Pokal der Frauen teil. In der Saison 1996/97 scheiterte das Team in der ersten Runde mit 0:4 am FC Eintracht Rheine. In der Saison 1999/2000 hatten die Sportfreunde Siegen mit 6:0 in Runde eins die Nase vor. Die zweite Runde erreichte die Mannschaft in der Saison 2001/02. Zunächst wurde der GSV Moers mit 4:1 geschlagen, bevor sich im Achtelfinale der Hamburger SV mit 2:1 nach Verlängerung durchsetzte. In der Saison 2003/04 kam das Aus wieder in Runde eins, dieses Mal nach einer 0:4-Niederlage gegen den VfL Wolfsburg. Schließlich war die Spielvereinigung auch für die Saison 2005/06 sportlich qualifiziert, verzichtete jedoch auf das Spiel gegen Tennis Borussia Berlin.

### Erfolge
- Meister der Regionalliga West: 1995, 1999, 2001, 2002
- Mittelrheinpokalsieger: 1996, 1997, 1999, 2001, 2003

## Männerfußball

### Liga
Die Männermannschaft stieg im Jahre 1973 in die Landesliga Mittelrhein auf und wurde auf Anhieb Vizemeister hinter Westwacht Aachen. Fünf Jahre später gelang der Aufstieg in die Verbandsliga Mittelrhein. Nach nur einem Jahr stieg die Mannschaft wieder in die Landesliga ab. Im Jahre 1983 gelang zum zweiten Mal der Aufstieg in die Verbandsliga. Drei Jahre später ging es wieder hinunter in die Landesliga. Der dritte Aufstieg in die Verbandsliga gelang im Jahre 1988. Größter Erfolg war der fünfte Platz in der Saison 1991/92. Zwei Jahre später ging es wieder runter in die Landesliga. Zwar gelang der direkte Wiederaufstieg, jedoch mussten die Oberaußemer in der folgenden Saison 1995/96 direkt wieder absteigen.
Zurück in der Landesliga wurde die Mannschaft in der Saison 1996/97 in die Bezirksliga durchgereicht und stiegen im Jahre 2000 in die Kreisliga A ab. Nach dem direkten Wiederaufstieg konnte sich die Spielvereinigung fünf Jahre lang in der Bezirksliga halten, bis es 2006 wieder runter in die Kreisliga A ging. In der folgenden Spielzeit wurde die Mannschaft in die Kreisliga B durchgereicht und musste im Jahre 2010 in die Kreisliga C absteigen. Im Jahre 2016 stieg die Spielvereinigung dann in die Kreisliga D ab, welches die unterste Spielklasse ist. Nach einem dritten Platz in der folgenden Saison 2016/17 stellte der Verein seitdem keine Männermannschaft mehr.

### Erfolge
- Aufstieg in die Verbandsliga: 1978, 1983, 1988, 1995
- Aufstieg in die Landesliga: 1973

## Persönlichkeiten
- Heinz-Peter Großmann
- Thomas Kastenmaier
- Anja Koser
- Csaba László
- Christian Müller
- Stefan Ruthenbeck
- Maike Seuren